# Cúp quốc gia Scotland 1925–26
 Cúp quốc gia Scotland 1925–26 là mùa giải thứ 48 của giải đấu bóng đá loại trực tiếp uy tín nhất Scotland. Giải đấu khởi tranh từ ngày 23 tháng 1 năm 1926 và kết thúc ngày 10 tháng 4 năm 1926. Chức vô địch thuộc về St Mirren, khi đánh bại đội đương kim vô địch Celtic 2-0 trong trận Chung kết.

## Vòng đấu và kết quả

### Vòng Một
| Aberdeen | 8 − 1 | St Bernard's |  |

|      |                     |  | \| Ngày \| 23 tháng 1 năm 1926 \| |
| Ngày | 23 tháng 1 năm 1926 |  |                                   |

| Ngày | 23 tháng 1 năm 1926 |

| Albion Rovers | 6 − 1 | Nithsdale Wanderers |  |

|      |                     |  | \| Ngày \| 23 tháng 1 năm 1926 \| |
| Ngày | 23 tháng 1 năm 1926 |  |                                   |

| Ngày | 23 tháng 1 năm 1926 |

| Arbroath | 8 − 0 | Berwick Rangers |  |

|      |                     |  | \| Ngày \| 23 tháng 1 năm 1926 \| |
| Ngày | 23 tháng 1 năm 1926 |  |                                   |

| Ngày | 23 tháng 1 năm 1926 |

| Arthurlie | 5 - 4 | Armadale |  |

|      |                     |  | \| Ngày \| 23 tháng 1 năm 1926 \| |
| Ngày | 23 tháng 1 năm 1926 |  |                                   |

| Ngày | 23 tháng 1 năm 1926 |

| Bathgate | 5 − 4 | East Stirlingshire |  |

|      |                     |  | \| Ngày \| 23 tháng 1 năm 1926 \| |
| Ngày | 23 tháng 1 năm 1926 |  |                                   |

| Ngày | 23 tháng 1 năm 1926 |

| Brechin City | 12 − 1 | Thornhill |  |

|      |                     |  | \| Ngày \| 23 tháng 1 năm 1926 \| |
| Ngày | 23 tháng 1 năm 1926 |  |                                   |

| Ngày | 23 tháng 1 năm 1926 |

| Clyde | 3 − 0 | Dunfermline Athletic |  |

|      |                     |  | \| Ngày \| 23 tháng 1 năm 1926 \| |
| Ngày | 23 tháng 1 năm 1926 |  |                                   |

| Ngày | 23 tháng 1 năm 1926 |

| Cowdenbeath | 1 - 2 | Hamilton Academical |  |

|      |                     |  | \| Ngày \| 23 tháng 1 năm 1926 \| |
| Ngày | 23 tháng 1 năm 1926 |  |                                   |

| Ngày | 23 tháng 1 năm 1926 |

| Douglas Wanderers | 1 − 4 | Forfar Athletic |  |

|      |                     |  | \| Ngày \| 23 tháng 1 năm 1926 \| |
| Ngày | 23 tháng 1 năm 1926 |  |                                   |

| Ngày | 23 tháng 1 năm 1926 |

| Dumbarton | 1 - 1 | Buckie Thistle |  |

|      |                     |  | \| Ngày \| 23 tháng 1 năm 1926 \| |
| Ngày | 23 tháng 1 năm 1926 |  |                                   |

| Ngày | 23 tháng 1 năm 1926 |

| Dundee | 2 − 0 | Caledonian |  |

|      |                     |  | \| Ngày \| 20 tháng 1 năm 1926 \| |
| Ngày | 20 tháng 1 năm 1926 |  |                                   |

| Ngày | 20 tháng 1 năm 1926 |

| Dundee United | 1 − 1 | Hearts |  |

|      |                     |  | \| Ngày \| 23 tháng 1 năm 1926 \| |
| Ngày | 23 tháng 1 năm 1926 |  |                                   |

| Ngày | 23 tháng 1 năm 1926 |

| Dykehead | 1 - 1 | Morton |  |

|      |                     |  | \| Ngày \| 23 tháng 1 năm 1926 \| |
| Ngày | 23 tháng 1 năm 1926 |  |                                   |

| Ngày | 23 tháng 1 năm 1926 |

| Falkirk | 10 − 0 | Breadalbane |  |

|      |                     |  | \| Ngày \| 23 tháng 1 năm 1926 \| |
| Ngày | 23 tháng 1 năm 1926 |  |                                   |

| Ngày | 23 tháng 1 năm 1926 |

| Bo'ness | 2 - 1 | East Fife |  |

|      |                     |  | \| Ngày \| 23 tháng 1 năm 1926 \| |
| Ngày | 23 tháng 1 năm 1926 |  |                                   |

| Ngày | 23 tháng 1 năm 1926 |

| Hibernian | 1 - 1 | Broxburn United |  |

|      |                     |  | \| Ngày \| 23 tháng 1 năm 1926 \| |
| Ngày | 23 tháng 1 năm 1926 |  |                                   |

| Ngày | 23 tháng 1 năm 1926 |

| Kilmarnock | 0 − 5 | Celtic |  |

|      |                     |  | \| Ngày \| 23 tháng 1 năm 1926 \| |
| Ngày | 23 tháng 1 năm 1926 |  |                                   |

| Ngày | 23 tháng 1 năm 1926 |

| King's Park | 5 - 2 | Peterhead |  |

|      |                     |  | \| Ngày \| 23 tháng 1 năm 1926 \| |
| Ngày | 23 tháng 1 năm 1926 |  |                                   |

| Ngày | 23 tháng 1 năm 1926 |

| Leith Athletic | 2 − 0 | Civil Service Strollers |  |

|      |                     |  | \| Ngày \| 23 tháng 1 năm 1926 \| |
| Ngày | 23 tháng 1 năm 1926 |  |                                   |

| Ngày | 23 tháng 1 năm 1926 |

| Montrose | 4 − 0 | Inverness Clachnacuddin |  |

|      |                     |  | \| Ngày \| 23 tháng 1 năm 1926 \| |
| Ngày | 23 tháng 1 năm 1926 |  |                                   |

| Ngày | 23 tháng 1 năm 1926 |

| Partick Thistle | 3 − 0 | Motherwell |  |

|      |                     |  | \| Ngày \| 23 tháng 1 năm 1926 \| |
| Ngày | 23 tháng 1 năm 1926 |  |                                   |

| Ngày | 23 tháng 1 năm 1926 |

| Peebles Rovers | 7 - 3 | Keith |  |

|      |                     |  | \| Ngày \| 23 tháng 1 năm 1926 \| |
| Ngày | 23 tháng 1 năm 1926 |  |                                   |

| Ngày | 23 tháng 1 năm 1926 |

| Queen of the South | 0 − 0 | Airdrieonians (1878) |  |

|      |                     |  | \| Ngày \| 23 tháng 1 năm 1926 \| |
| Ngày | 23 tháng 1 năm 1926 |  |                                   |

| Ngày | 23 tháng 1 năm 1926 |

| Queen's Park | 4 - 2 | Clydebank |  |

|      |                     |  | \| Ngày \| 23 tháng 1 năm 1926 \| |
| Ngày | 23 tháng 1 năm 1926 |  |                                   |

| Ngày | 23 tháng 1 năm 1926 |

| Raith Rovers | 3 - 1 | Ayr United |  |

|      |                     |  | \| Ngày \| 23 tháng 1 năm 1926 \| |
| Ngày | 23 tháng 1 năm 1926 |  |                                   |

| Ngày | 23 tháng 1 năm 1926 |

| Rangers | 3 − 0 | Lochgelly United |  |

|      |                     |  | \| Ngày \| 23 tháng 1 năm 1926 \| |
| Ngày | 23 tháng 1 năm 1926 |  |                                   |

| Ngày | 23 tháng 1 năm 1926 |

| Royal Albert | 0 − 1 | Alloa Athletic |  |

|      |                     |  | \| Ngày \| 23 tháng 1 năm 1926 \| |
| Ngày | 23 tháng 1 năm 1926 |  |                                   |

| Ngày | 23 tháng 1 năm 1926 |

| Solway Star | 2 - 2 | Johnstone |  |

|      |                     |  | \| Ngày \| 23 tháng 1 năm 1926 \| |
| Ngày | 23 tháng 1 năm 1926 |  |                                   |

| Ngày | 23 tháng 1 năm 1926 |

| Stenhousemuir | 1 - 1 | Vale of Leven |  |

|      |                     |  | \| Ngày \| 23 tháng 1 năm 1926 \| |
| Ngày | 23 tháng 1 năm 1926 |  |                                   |

| Ngày | 23 tháng 1 năm 1926 |

| St Johnstone | 6 - 1 | Nairn County |  |

|      |                     |  | \| Ngày \| 23 tháng 1 năm 1926 \| |
| Ngày | 23 tháng 1 năm 1926 |  |                                   |

| Ngày | 23 tháng 1 năm 1926 |

| St Mirren | 4 − 0 | Mid Annandale |  |

|      |                     |  | \| Ngày \| 23 tháng 1 năm 1926 \| |
| Ngày | 23 tháng 1 năm 1926 |  |                                   |

| Ngày | 23 tháng 1 năm 1926 |

| Third Lanark | 7 − 0 | Moorpark |  |

|      |                     |  | \| Ngày \| 23 tháng 1 năm 1926 \| |
| Ngày | 23 tháng 1 năm 1926 |  |                                   |

| Ngày | 23 tháng 1 năm 1926 |

Nguồn: 
a.e.t. = sau hiệp phụ; agg. = tổng tỉ số; pen. = quyết định bằng luân lưu.

#### Đá lại
| Airdrieonians (1878) | 7 − 0 | Queen of the South |  |

|      |                     |  | \| Ngày \| 27 tháng 1 năm 1926 \| |
| Ngày | 27 tháng 1 năm 1926 |  |                                   |

| Ngày | 27 tháng 1 năm 1926 |

| Hibernian | 1 − 0 | Broxburn United |  |

|      |                     |  | \| Ngày \| 26 tháng 1 năm 1926 \| |
| Ngày | 26 tháng 1 năm 1926 |  |                                   |

| Ngày | 26 tháng 1 năm 1926 |

| Buckie Thistle | 1 - 2 | Dumbarton |  |

|      |                     |  | \| Ngày \| 27 tháng 1 năm 1926 \| |
| Ngày | 27 tháng 1 năm 1926 |  |                                   |

| Ngày | 27 tháng 1 năm 1926 |

| Hearts | 1 - 1 | Dundee United |  |

|      |                    |  | \| Ngày \| 6 tháng 2 năm 1926 \| |
| Ngày | 6 tháng 2 năm 1926 |  |                                  |

| Ngày | 6 tháng 2 năm 1926 |

| Johnstone | 0 − 3 | Solway Star |  |

|      |                     |  | \| Ngày \| 26 tháng 1 năm 1926 \| |
| Ngày | 26 tháng 1 năm 1926 |  |                                   |

| Ngày | 26 tháng 1 năm 1926 |

| Morton | 4 − 1 | Dykehead |  |

|      |                     |  | \| Ngày \| 27 tháng 1 năm 1926 \| |
| Ngày | 27 tháng 1 năm 1926 |  |                                   |

| Ngày | 27 tháng 1 năm 1926 |

| Vale of Leven | 1 − 2 | Stenhousemuir |  |

|      |                     |  | \| Ngày \| 27 tháng 1 năm 1926 \| |
| Ngày | 27 tháng 1 năm 1926 |  |                                   |

| Ngày | 27 tháng 1 năm 1926 |

Nguồn: 
a.e.t. = sau hiệp phụ; agg. = tổng tỉ số; pen. = quyết định bằng luân lưu.

#### Đá lại lần 2
| Hearts | 6 − 0 | Dundee United |  |

|      |                    |  | \| Ngày \| 1 tháng 2 năm 1926 \| |
| Ngày | 1 tháng 2 năm 1926 |  |                                  |

| Ngày | 1 tháng 2 năm 1926 |

Nguồn: 
a.e.t. = sau hiệp phụ; agg. = tổng tỉ số; pen. = quyết định bằng luân lưu.

### Vòng Hai
| Aberdeen | 0 − 0 | Dundee |  |

|      |                    |  | \| Ngày \| 6 tháng 2 năm 1926 \| |
| Ngày | 6 tháng 2 năm 1926 |  |                                  |

| Ngày | 6 tháng 2 năm 1926 |

| Albion Rovers | 1 − 1 | Peebles Rovers |  |

|      |                    |  | \| Ngày \| 6 tháng 2 năm 1926 \| |
| Ngày | 6 tháng 2 năm 1926 |  |                                  |

| Ngày | 6 tháng 2 năm 1926 |

| Arbroath | 0 − 0 | St Mirren |  |

|      |                    |  | \| Ngày \| 6 tháng 2 năm 1926 \| |
| Ngày | 6 tháng 2 năm 1926 |  |                                  |

| Ngày | 6 tháng 2 năm 1926 |

| Arthurlie | 2 − 2 | Clyde |  |

|      |                    |  | \| Ngày \| 6 tháng 2 năm 1926 \| |
| Ngày | 6 tháng 2 năm 1926 |  |                                  |

| Ngày | 6 tháng 2 năm 1926 |

| Celtic | 4 − 0 | Hamilton |  |

|      |                    |  | \| Ngày \| 6 tháng 2 năm 1926 \| |
| Ngày | 6 tháng 2 năm 1926 |  |                                  |

| Ngày | 6 tháng 2 năm 1926 |

| Falkirk | 5 - 1 | Montrose |  |

|      |                    |  | \| Ngày \| 6 tháng 2 năm 1926 \| |
| Ngày | 6 tháng 2 năm 1926 |  |                                  |

| Ngày | 6 tháng 2 năm 1926 |

| FC Bo'ness | 1 - 1 | Bathgate |  |

|      |                    |  | \| Ngày \| 6 tháng 2 năm 1926 \| |
| Ngày | 6 tháng 2 năm 1926 |  |                                  |

| Ngày | 6 tháng 2 năm 1926 |

| Forfar Athletic | 2 - 2 | Dumbarton |  |

|      |                    |  | \| Ngày \| 6 tháng 2 năm 1926 \| |
| Ngày | 6 tháng 2 năm 1926 |  |                                  |

| Ngày | 6 tháng 2 năm 1926 |

| Hearts | 5 − 2 | Alloa Athletic |  |

|      |                    |  | \| Ngày \| 6 tháng 2 năm 1926 \| |
| Ngày | 6 tháng 2 năm 1926 |  |                                  |

| Ngày | 6 tháng 2 năm 1926 |

| Hibernian | 2 − 3 | Airdrieonians (1878) |  |

|      |                    |  | \| Ngày \| 6 tháng 2 năm 1926 \| |
| Ngày | 6 tháng 2 năm 1926 |  |                                  |

| Ngày | 6 tháng 2 năm 1926 |

| Morton | 3 - 1 | Raith Rovers |  |

|      |                    |  | \| Ngày \| 6 tháng 2 năm 1926 \| |
| Ngày | 6 tháng 2 năm 1926 |  |                                  |

| Ngày | 6 tháng 2 năm 1926 |

| Partick Thistle | 4 − 1 | King's Park |  |

|      |                    |  | \| Ngày \| 6 tháng 2 năm 1926 \| |
| Ngày | 6 tháng 2 năm 1926 |  |                                  |

| Ngày | 6 tháng 2 năm 1926 |

| Rangers | 1 − 0 | Stenhousemuir |  |

|      |                    |  | \| Ngày \| 6 tháng 2 năm 1926 \| |
| Ngày | 6 tháng 2 năm 1926 |  |                                  |

| Ngày | 6 tháng 2 năm 1926 |

| Solway Star | 0 − 3 | Brechin City |  |

|      |                    |  | \| Ngày \| 6 tháng 2 năm 1926 \| |
| Ngày | 6 tháng 2 năm 1926 |  |                                  |

| Ngày | 6 tháng 2 năm 1926 |

| St Johnstone | 7 − 2 | Queen's Park |  |

|      |                    |  | \| Ngày \| 6 tháng 2 năm 1926 \| |
| Ngày | 6 tháng 2 năm 1926 |  |                                  |

| Ngày | 6 tháng 2 năm 1926 |

| Third Lanark | 6 − 1 | Leith Athletic |  |

|      |                    |  | \| Ngày \| 6 tháng 2 năm 1926 \| |
| Ngày | 6 tháng 2 năm 1926 |  |                                  |

| Ngày | 6 tháng 2 năm 1926 |

Nguồn: 
a.e.t. = sau hiệp phụ; agg. = tổng tỉ số; pen. = quyết định bằng luân lưu.

#### Đá lại lần 2
| Bathgate | 3 − 1 | FC Bo'ness |  |

|      |                     |  | \| Ngày \| 10 tháng 2 năm 1926 \| |
| Ngày | 10 tháng 2 năm 1926 |  |                                   |

| Ngày | 10 tháng 2 năm 1926 |

| Clyde | 1 − 0 | Arthurlie |  |

|      |                    |  | \| Ngày \| 9 tháng 2 năm 1926 \| |
| Ngày | 9 tháng 2 năm 1926 |  |                                  |

| Ngày | 9 tháng 2 năm 1926 |

| Dumbarton | 4 − 1 | Forfar Athletic |  |

|      |                     |  | \| Ngày \| 10 tháng 2 năm 1926 \| |
| Ngày | 10 tháng 2 năm 1926 |  |                                   |

| Ngày | 10 tháng 2 năm 1926 |

| Dundee | 0 − 3 | Aberdeen |  |

|      |                     |  | \| Ngày \| 10 tháng 2 năm 1926 \| |
| Ngày | 10 tháng 2 năm 1926 |  |                                   |

| Ngày | 10 tháng 2 năm 1926 |

| Peebles Rovers | 0 − 4 | Albion Rovers |  |

|      |                     |  | \| Ngày \| 10 tháng 2 năm 1926 \| |
| Ngày | 10 tháng 2 năm 1926 |  |                                   |

| Ngày | 10 tháng 2 năm 1926 |

| St Mirren | 3 − 0 | Arbroath |  |

|      |                    |  | \| Ngày \| 9 tháng 2 năm 1926 \| |
| Ngày | 9 tháng 2 năm 1926 |  |                                  |

| Ngày | 9 tháng 2 năm 1926 |

Nguồn: 
a.e.t. = sau hiệp phụ; agg. = tổng tỉ số; pen. = quyết định bằng luân lưu.

### Vòng Ba
| Aberdeen | 2 − 2 | St. Johnstone |  |

|      |                     |  | \| Ngày \| 20 tháng 2 năm 1926 \| |
| Ngày | 20 tháng 2 năm 1926 |  |                                   |

| Ngày | 20 tháng 2 năm 1926 |

| Bathgate | 2 − 5 | Airdrieonians (1878) |  |

|      |                     |  | \| Ngày \| 20 tháng 2 năm 1926 \| |
| Ngày | 20 tháng 2 năm 1926 |  |                                   |

| Ngày | 20 tháng 2 năm 1926 |

| Dumbarton | 3 − 0 | Clyde |  |

|      |                     |  | \| Ngày \| 20 tháng 2 năm 1926 \| |
| Ngày | 20 tháng 2 năm 1926 |  |                                   |

| Ngày | 20 tháng 2 năm 1926 |

| Falkirk | 0 − 2 | Rangers |  |

|      |                     |  | \| Ngày \| 20 tháng 2 năm 1926 \| |
| Ngày | 20 tháng 2 năm 1926 |  |                                   |

| Ngày | 20 tháng 2 năm 1926 |

| Hearts | 0 − 4 | Celtic |  |

|      |                     |  | \| Ngày \| 20 tháng 2 năm 1926 \| |
| Ngày | 20 tháng 2 năm 1926 |  |                                   |

| Ngày | 20 tháng 2 năm 1926 |

| Morton | 1 − 0 | Albion Rovers |  |

|      |                     |  | \| Ngày \| 20 tháng 2 năm 1926 \| |
| Ngày | 20 tháng 2 năm 1926 |  |                                   |

| Ngày | 20 tháng 2 năm 1926 |

| St Mirren | 2 − 1 | Partick Thistle |  |

|      |                     |  | \| Ngày \| 20 tháng 2 năm 1926 \| |
| Ngày | 20 tháng 2 năm 1926 |  |                                   |

| Ngày | 20 tháng 2 năm 1926 |

| Third Lanark | 4 − 0 | Brechin City |  |

|      |                     |  | \| Ngày \| 20 tháng 2 năm 1926 \| |
| Ngày | 20 tháng 2 năm 1926 |  |                                   |

| Ngày | 20 tháng 2 năm 1926 |

Nguồn: 
a.e.t. = sau hiệp phụ; agg. = tổng tỉ số; pen. = quyết định bằng luân lưu.

#### Đá lại
| St Johnstone | 0 − 0 | Aberdeen |  |

|      |                     |  | \| Ngày \| 24 tháng 2 năm 1926 \| |
| Ngày | 24 tháng 2 năm 1926 |  |                                   |

| Ngày | 24 tháng 2 năm 1926 |

Nguồn: 
a.e.t. = sau hiệp phụ; agg. = tổng tỉ số; pen. = quyết định bằng luân lưu.

#### Đá lại lần 2
| Aberdeen | 1 − 0 | St Johnstone |  |

|      |                    |  | \| Ngày \| 1 tháng 3 năm 1926 \| |
| Ngày | 1 tháng 3 năm 1926 |  |                                  |

| Ngày | 1 tháng 3 năm 1926 |

Nguồn: 
a.e.t. = sau hiệp phụ; agg. = tổng tỉ số; pen. = quyết định bằng luân lưu.

### Tứ kết
| Celtic | 6 – 1 | Dumbarton |  |

|      |                    |  | \| Ngày \| 6 tháng 3 năm 1926 \| |
| Ngày | 6 tháng 3 năm 1926 |  |                                  |

| Ngày | 6 tháng 3 năm 1926 |

| Morton | 0 – 4 | Rangers |  |

|      |                    |  | \| Ngày \| 6 tháng 3 năm 1926 \| |
| Ngày | 6 tháng 3 năm 1926 |  |                                  |

| Ngày | 6 tháng 3 năm 1926 |

| St Mirren | 2 – 0 | Airdrieonians (1878) |  |

|      |                    |  | \| Ngày \| 6 tháng 3 năm 1926 \| |
| Ngày | 6 tháng 3 năm 1926 |  |                                  |

| Ngày | 6 tháng 3 năm 1926 |

| Third Lanark | 1 – 1 | Aberdeen |  |

|      |                    |  | \| Ngày \| 6 tháng 3 năm 1926 \| |
| Ngày | 6 tháng 3 năm 1926 |  |                                  |

| Ngày | 6 tháng 3 năm 1926 |

Nguồn: 
a.e.t. = sau hiệp phụ; agg. = tổng tỉ số; pen. = quyết định bằng luân lưu.

#### Đá lại
| Aberdeen | 3 - 0 | Third Lanark |  |

|              |                             |  | \| Ngày \| 10 tháng 3 năm 1926 \| \| Sân vận động \| Pittodrie Stadium, Aberdeen \| |
| Ngày         | 10 tháng 3 năm 1926         |  |                                                                                     |
| Sân vận động | Pittodrie Stadium, Aberdeen |  |                                                                                     |

| Ngày         | 10 tháng 3 năm 1926         |
| Sân vận động | Pittodrie Stadium, Aberdeen |

Nguồn: 
a.e.t. = sau hiệp phụ; agg. = tổng tỉ số; pen. = quyết định bằng luân lưu.

### Bán kết
| Celtic | 2 − 1 | Aberdeen |  |

|              |                       | 24,000 | \| Ngày \| 20 tháng 3 năm 1926 \| \| Sân vận động \| Tynecastle, Edinburgh \| |
| Ngày         | 20 tháng 3 năm 1926   |        |                                                                               |
| Sân vận động | Tynecastle, Edinburgh |        |                                                                               |

| Ngày         | 20 tháng 3 năm 1926   |
| Sân vận động | Tynecastle, Edinburgh |

| St Mirren | 1 - 0 | Rangers |  |

|              |                      | 61,000 | \| Ngày \| 20 tháng 3 năm 1926 \| \| Sân vận động \| Celtic Park, Glasgow \| |
| Ngày         | 20 tháng 3 năm 1926  |        |                                                                              |
| Sân vận động | Celtic Park, Glasgow |        |                                                                              |

| Ngày         | 20 tháng 3 năm 1926  |
| Sân vận động | Celtic Park, Glasgow |

Nguồn: 
a.e.t. = sau hiệp phụ; agg. = tổng tỉ số; pen. = quyết định bằng luân lưu.

### Chung kết
| St Mirren | 2 – 0 | Celtic |  |

| Davie McRae Jimmy Howieson |                       | 98,000 | \| Ngày \| 10 tháng 4 năm 1926 \| \| Sân vận động \| Hampden Park, Glasgow \| |
| Ngày                       | 10 tháng 4 năm 1926   |        |                                                                               |
| Sân vận động               | Hampden Park, Glasgow |        |                                                                               |

| Ngày         | 10 tháng 4 năm 1926   |
| Sân vận động | Hampden Park, Glasgow |

Nguồn: 
a.e.t. = sau hiệp phụ; agg. = tổng tỉ số; pen. = quyết định bằng luân lưu.